# Ictinogomphus acutus
Ictinogomphus acutus là loài chuồn chuồn trong họ Gomphidae. Loài này được Laidlaw mô tả khoa học đầu tiên năm 1914.